# Episodi di Batman (serie televisiva) (terza stagione)
| nº | Titolo originale                         | Titolo italiano             | Prima TV USA      | Prima TV Italia |
| -- | ---------------------------------------- | --------------------------- | ----------------- | --------------- |
| 1  | Enter Batgirl, Exit Penguin              | Entra in scena Batgirl      | 14 settembre 1967 |                 |
| 2  | Ring Around the Riddler                  | Un incontro di boxe         | 21 settembre 1967 |                 |
| 3  | The Wail of the Siren                    | Il lamento della sirena     | 28 settembre 1967 |                 |
| 4  | The Sport of Penguins                    | La corsa truccata           | 5 ottobre 1967    |                 |
| 5  | A Horse of Another Color                 | Ippica che passione         | 12 ottobre 1967   |                 |
| 6  | The Unkindest Tut of All                 | La maledizione di Re Tut    | 19 ottobre 1967   |                 |
| 7  | Louie the Lilac                          | Louie Lillà                 | 26 ottobre 1967   |                 |
| 8  | The Ogg and I                            | Il rapimento di Gordon      | 2 novembre 1967   |                 |
| 9  | How to Hatch a Dinosaur                  | La paleontologia            | 9 novembre 1967   |                 |
| 10 | Surf's Up! Joker's Under!                | Gara di surf                | 16 novembre 1967  |                 |
| 11 | The Londinium Larcenies                  | Il mistero nebbioso         | 23 novembre 1967  |                 |
| 12 | The Foggiest Notion                      | Il Pub delle Tre Campane    | 30 novembre 1967  |                 |
| 13 | The Bloody Tower                         | La torre insanguinata       | 7 dicembre 1967   |                 |
| 14 | Catwoman's Dressed to Kill               | Catwoman pronta a uccidere  | 14 dicembre 1967  |                 |
| 15 | The Ogg Couple                           | La regina e i suoi cosacchi | 21 dicembre 1967  |                 |
| 16 | The Funny Feline Felonies                | Caccia al tesoro            | 28 dicembre 1967  |                 |
| 17 | The Joke's on Catwoman                   | La mappa del tesoro         | 4 gennaio 1968    |                 |
| 18 | Louie's Lethal Lilac Time                | Pericolo di morte           | 11 gennaio 1968   |                 |
| 19 | Nora Clavicle and the Ladies' Crime Club | Le femministe criminali     | 18 gennaio 1968   |                 |
| 20 | Penguin's Clean Sweep                    | Penguin e il grande sonno   | 25 gennaio 1968   |                 |
| 21 | The Great Escape                         | La grande fuga              | 1º febbraio 1968  |                 |
| 22 | The Great Train Robbery                  | La grande rapina del treno  | 8 febbraio 1968   |                 |
| 23 | I'll Be a Mummy's Uncle                  | L'alter ego di Re Tut       | 22 febbraio 1968  |                 |
| 24 | The Joker's Flying Saucer                | Astronave fasulla           | 29 febbraio 1968  |                 |
| 25 | The Entrancing Dr. Cassandra             | Il nemico invisibile        | 7 marzo 1968      |                 |
| 26 | Minerva, Mayhem and Millionaires         | Il lavaggio del cervello    | 14 marzo 1968     |                 |